# Rail Cargo Austria
Rail Cargo Austria AG (RCA) je rakouský železniční dopravce zabývající se nákladní dopravou. Společnost je součástí skupiny Österreichische Bundesbahnen a její sídlem je Vídeň.

## Provoz v Česku

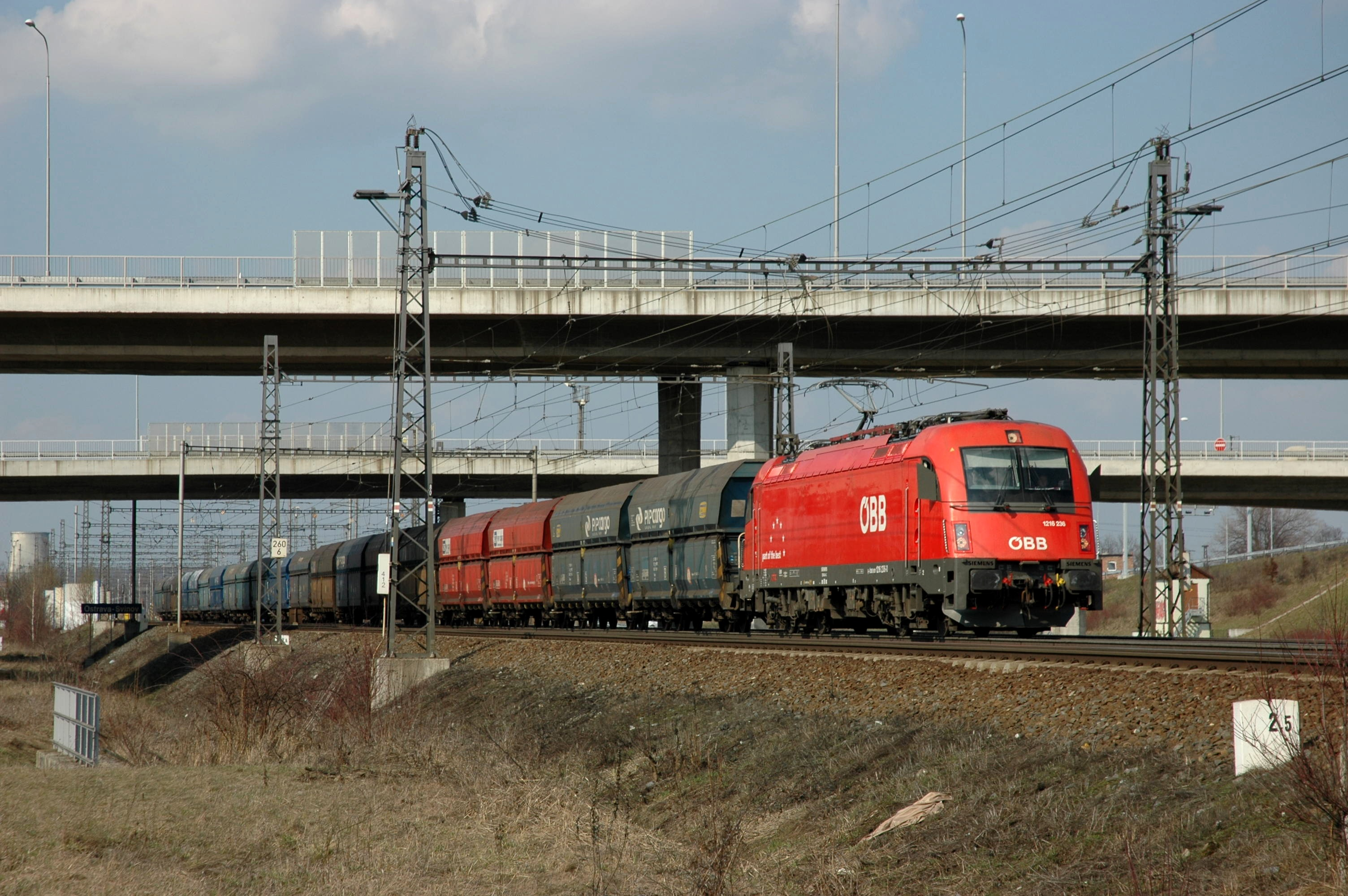
Uhelný vlak dopravce Rail Cargo Austria opouští stanici Ostrava-Svinov

Od května 2012 společnost provozovala nákladní dopravu také na tratích v České republice, a to prostřednictvím své organizační složky se sídlem v Praze. Nejdříve se jednalo o kontejnerové vlaky z přístavu Trieste do terminálu AWT v Paskově. Ke značnému rozšíření aktivit společnosti na českém území došlo od dubna 2013, kdy tento dopravce převzal vozbu ucelených vlaků uhlí a koksu v tranzitu z Polska do Rakouska. Na tyto vlaky byly nasazovány elektrické lokomotivy rakouské řady 1216 (typ Siemens ES64U4). K 13. prosinci 2015 převzala provoz vlaků RCA nově založená česká společnost Rail Cargo Carrier - Czech Republic a RCA tím ukončila přímé provozování drážní dopravy v Česku.